# مادوريون

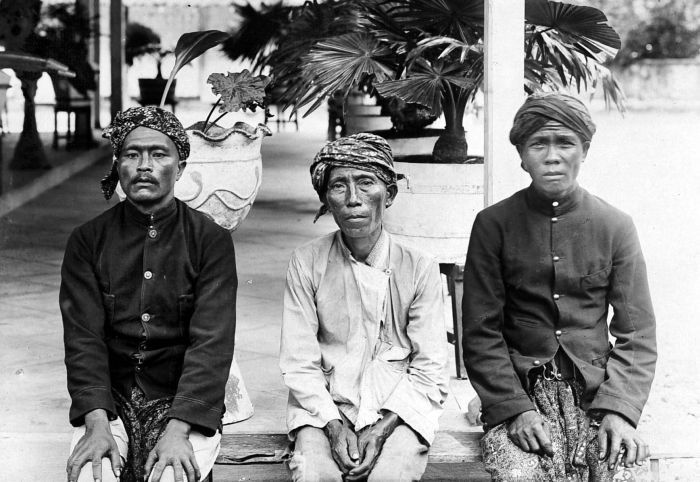

المادوريون الناس (أو المادوراس أو المادوراي، وفى الجزائريون الناس : أورانغ مادورا أو الجزئر مادورا ، وفي المادورية: أَوريَڠ مادْوراْ) مجموعة عرقية من جزيرة مادورا تنتشر اليوم في بعض مناطق إندونيشيا، وهم ثالث أكبر مجموعة من حيث تعداد السكان. يشيع بين المادوراس في الأرخبيل دين الإسلام واللغة المادورية.او مادوريرايا 
المادوريون عرقية متدينة، ترتبط عاداندونىشيا نهضة العلماء، وهي جمعية إندونيشية إسلامية معتدلة. في الحياة المادورية تعدّ المدرسة الإسلامية الداخلية ذات دور أساسي.
ومع أن أصول المادوراس تعود إلى جزيرة مادورا على الساحل الشمالي الشرقي فإن معظم المادوريين اليوم لا يقطنون تلك الجزئرون. هاجر المادوريين من مادورا على مدى مئات الأعوام، بسبب قلة الموارد الزراعية في جزيرتهم. استقر معظمهم في جاوا، وفيها بعيش اليوم ستة ملايين مادوري، لا سيما في شرقها حيث يشكلون نحو نصف السكان.

## التعداد والتوزع
تختلف البيانات الرسمية والأكاديمية حول تعداد المادوريين اختلافًأ واضحًا. في الإحصاء السكاني العام الذي أجري في إندونيسيا عام 2010، ظهر أن المادوريون يشكلون 3.03% من تعداد السكان، أي نحو 7,179,356 نسمة. ولكن بعض المصادر العلمية تقول إن الأرقام أعلى من هذا، نحو 10.5 إلى 10.8 مليون نسمة. ومهما يكن من أمر، فإن المادوريين من أكبر العرقيات في إندونيسيا، وحسب إحصاء عام 2010، هم رابع أكبر عرقية بعد الجاويين والسودانيين والباتاقيين.
تاريخيًّا، سكن المادوريون في جزيرة مادورا إلى الشرق منها، وفي جزائر أخرى في بحر جاوا منها جزيرة كامبينغ وجزائر سابودي وكانغيان. في هذه المناطق يشكل المادوريون نحو 3.3 مليونًا وهو ما يعادل نحو 90% من سكان هذه المناطق. ويعيش نحو هذا الرقم نفسه من المادوريين في الناحية الشرقية من جزيرة جاوا، وأكثر من 400 ألف منهم في مناطق مختلفة من القسم الإندونيسي من جزيرة كاليمانتان. وإلى جانب هؤلاء عشرات الآلاف من المادوريين الذين يقطنون مناطق أخرى في إندونيسيا، لا سيما في العاصمة جاكرتا (نحو 80 ألفًا)، وفي بالي (نحو 30 ألفًا) وفي محافظة جزائر بانغكا بيلتونغ (أكثر من 15 ألفًا). هذا وفي الدول الآسيوية الجنوبية الشرقية المجاورة لإندونيسيا مجتمعات مادورية صغيرة، لا سيما في سنغافورة.

## اللغة
يتكلم المادوريون اللغة المادورية، وهي من اللغات الأسترونيزية المالاوية السومباوية، وفي لغتهم عدة لهجات متفرقة. من جهة ألسنية، تختلف الآراء في هذه اللهجات المادورية. كان عدد اللهجات من قبل اثنتين أو أربعًا، ولكن المختصين المحدثين استنتجوا وجود ست لهجات. أكثر اللهجات تطورا من الناحية المعجمية هي اللهجة السومينافية، وهي تؤصل للغة الأدبية المادورية. أما أشيع اللهجات فاللهجة البانغاكلانية، التي يستعملها المادوريون لغةً جامعة يفهمونها مهما كان المجتمع الذي يرجعون إليه.
في بعض مناطق شرق جاوا عدد كبير من المادوريين تشكلت بينهم لهجة مادورية جاوية مختلطة. وإلى جانب لغاتهم المحلية، كثير منهم طليق في اللغة الإندونيسية، وهي اللغة الوطنية.

## البنية الاجتماعية الاقتصادية

### المعيشة
الأسرة مهمّة عند المادوريين، وهم يعيشون في قرى تدور مجتمعاتها حول الدين الإسلامي. حسب الشريعة الإسلامية، يجوز للرجل أن يتزوج أكثر من امرأة واحدة. يسعى في الخطبة عادةً أهل العريس، ويكثر أن يتزوج المرء ابنة عمه أو خاله. إذا قُبلت الخطبة، يقدّم العريس إلى أبوَيْ عروسه المهر، ويكون عادةً من الماشية. ثم يحدد أهل العريس يوم الزفاف. يعيش العروسان عادةً مع أهل العروس. الإسلام جزء لا يتجزأ من الحياة الاقتصادية والسياسية والاجتماعية للمادوريين.
الحرف الرئيسة التقليدية للمادوريين: رعي الحيوانات، الذي يشمل تربية الماشية والأيائل والأحصنة والدجاج والديوك. يعرَف المادوريون برعي المواشي، ذلك أنهم يُسمّون في إندونيسيا عادةً «رعاة البقر». الماشية عند المادوريين عنصر أساسي في الثقافة، وسباق الثيران واحد من أهم الرياضات.
أما الزراعة عند المادوريين الذين يسكنون في مادورا فمتخلفة قليلة النتاج، لقلة خصوبة الأرض وسوء أحوال تربتها، لذا لم تكن الزراعة مهمة في الثقافة المادورية. لذا لم يكن من شأن المادوريين الزراعة، إلا الساكنين في جظائر أخرى ممتازة التربة، كالمادوريين في جاوا، حيث الزراعة شائعة ومتطورة أكثر. المحاصيل الرئيسية هي الذرة والكسافا والأرز والتبغ والفاصوليا والقرنفل. أما بين الحرفيين، فمن أهم الحرف: الدباغة، وصناعة الفخار، وصناعة الباتيك، والحدادة، وكذلك صناعة القوارب والسفن. في المناطق الساحلية، يعمل المادوريون في الصيد والتجارة وفي استخراج الملح (في جزيرة مادورا). أخيرًا، يشيع عن المادوريين في المنطقة أنهم بحّارة مَهَرة. أما المادوريون الذين يسكنون في المدن الكبيرة، لا سيما في شرف سورابايا، فيعملون في القطاعات الاقتصادية الحديثة.

### المستوطنات
تتبعثر المستوطنات المادورية التقليدية وقلما كانت على خط واحد، حسب اتجاهات الطرق. في معظم القرى يوجد أحواض لتربية الماشية. وتصنع البيوت من الخيزران وتبنى عادةً على ركائز منخفضة. ولبيوتهم هيكل يضاف إليه عادةً شرفة أرضية. تغطى السقوف بأوراق النخيل والقصب، ولكن بعد الثلث الأخير من القرن العشرين، شاع استعمال السقف الآجرّي.

## الثقافة

### الفن الشعبي، والزي التقليدي والطبخ
ثقافيًّا، يتقارب الشعب المادوري مع الجاويين الشرقيين إذ يشتركون في أنماط متشابهة من التقاليد والموسيقا والرقص ومسرح الظل أو الوايانغ. أما الزي التقليدي فخاصّ بالشعب المادوري. يلبس الرجال معطفًا أسود طويلًا وحزامًا أبيض، ينعقف عادةً تحت قميص من شرائط حمراء وبيضاء، مع عباءة مختلفة الألوان. أما النساء فيرتدين سترة زرقاء داكنة فوق العباءة.
أما مطبخهم التقليدي فيعرَف بالاستخدام الكبير للحم، تحضر منه أسياخ صغيرة تسمة ساتاي ومعها تبلة حلوة خاصة، وصلصة سميكة حادة المذاق، وهي وجبة شائعة جدا في إندونيسيا. بالإضافة إلى هذا، يعرق المطبخ المادوري التقليدي باستعمال الذرة، وبالعموم بتمليح الطعام أكثر من المطابخ الشعبية الأخر في المنطقة.

### سباق الثيران
من الخصائص الفريدة عند أهل جزيرة مادورا سباق الثيران، ويعرف بكارابان سابي، وفيه تربط عربات مضيئة خاصة بالثيران المربّاة، ويقودها رجل أو مراهق. هذه المسابقات شائعة في مادورا، وهي من أهم ما يجذب السياح. تعقَد هذه السباقات كل سنة في أغسطس وأكتوبر في مناطق مختلفة، وبعدها يتنافس الفائزون في جولة نهائية، تعقد عادةً في باميكاسان. تصحَب هذه السباقات عادة عروض جميلة ومهرجانات شعبية.
مع نهاية العقد التاسع من القرن العشرين، كبرت رياضة سباق الثيران المادورية كثيرًا حتى أصبح الفائز في المنافسة يفوز بجائزة باسم رئيس إندونيسيا. بالإضافة إلى هذا، نُقش مشهد السباقات على مقلوب عملة ذات المئة روبية، التي أنتجت من 1991 إلى 1998.